# Prowincja Południowa (Sierra Leone)
Prowincja Południowa (ang. Southern Province) – jedna z 4 prowincji w Sierra Leone, znajdująca się w południowej części kraju.